# Kreuzthal (Riedbach)
Kreuzthal ist ein Gemeindeteil von Riedbach im unterfränkischen Landkreis Haßberge in Bayern.

## Geografie

### Lage
Das Kirchdorf liegt am westlichen Rand des Landkreises in der Übergangszone vom Haßgau zur Schweinfurter Rhön. Die Wässernach, ein rechter Zufluss des Mains, fließt an dem Ort vorbei. Südlich von Kreuzthal befindet sich die Bundesstraße 303. Durch Kreuzthal verläuft die Staatsstraße 2266 nach Schonungen. Am Ort führt der Fränkische Marienweg vorbei.

### Geologie
Keuper-Schichten der Erfurt-Formation prägen den Kreuzthaler Landschaftsraum. Obere Tonstein-Gelbkalkschichten des Unteren Keupers sind dominierend. Wechsellagerungen von Ton- und Mergelstein sowie Dolomitstein kommen im Osten des Dorfes vor.

## Geschichte
Kreuzthal geht zurück auf die Siedlungen Sturs und Winden. Die Erstnennung war 1237 in einer Urkunde, die der Würzburger Bischof Hermann I. von Lobdeburg über die Errichtung eines Tochterklosters der Zisterzienserinnen von Kloster Heiligenthal ausfertigen ließ, das den Namen „Vallis sanctae crucis“ tragen sollte. Aufgrund der abgelegenen Lage und des rauen Klimas folgte im Jahr 1243 eine Verlegung an den Main nach Mariaburghausen.
Im Jahr 1582 hob Julius Echter von Mespelbrunn, Fürstbischof von Würzburg, das Kloster auf. Der ehemalige Klosterbesitz wurde der Universität Würzburg zugewiesen. Am Hoftor des ehemaligen Forstgehöfts der Universitätsstiftung Würzburg befindet sich Echters Wappen.
1862 wurde die Landgemeinde Humprechtshausen, bestehend aus den Orten Kreuzthal und Humprechtshausen, in das neu geschaffene bayerische Bezirksamt Haßfurt eingegliedert. 1871 zählte Kreuzthal 106 Einwohner. Im Jahr 1900 hatte die 1589 Hektar große Landgemeinde 558 Einwohner, von denen 538 katholisch und 20 evangelisch waren, und 105 Wohngebäude. Das Kirchdorf Kreuzthal, 4 Kilometer vom Hauptort Humprechtshausen entfernt, hatte 84 Einwohner und 15 Wohngebäude. Die zuständige katholische Pfarrei befand sich im 7 Kilometer entfernten Marktsteinach, die katholische Bekenntnisschule war im Ort. 1925 zählte der Ort 92 Personen und 16 Wohngebäude.
1950 hatte das Kirchdorf 132 Einwohner und 16 Wohngebäude. Die Protestanten gehörten zur Pfarrei Rügheim. Im Jahr 1961 zählte der Ort Kreuzthal 108 Einwohner und 21 Wohngebäude. 1970 waren es 104 und 1987 91 Einwohner sowie 27 Wohngebäude mit 28 Wohnungen.
Am 1. Juli 1972 wurde im Rahmen der Gebietsreform der Landkreis Haßfurt aufgelöst und Kreuzthal kam mit Humprechtshausen zum Haßberg-Kreis. Am 1. Mai 1978 folgte die Eingemeindung der Gemeinde Humprechtshausen nach Riedbach.

## Baudenkmäler

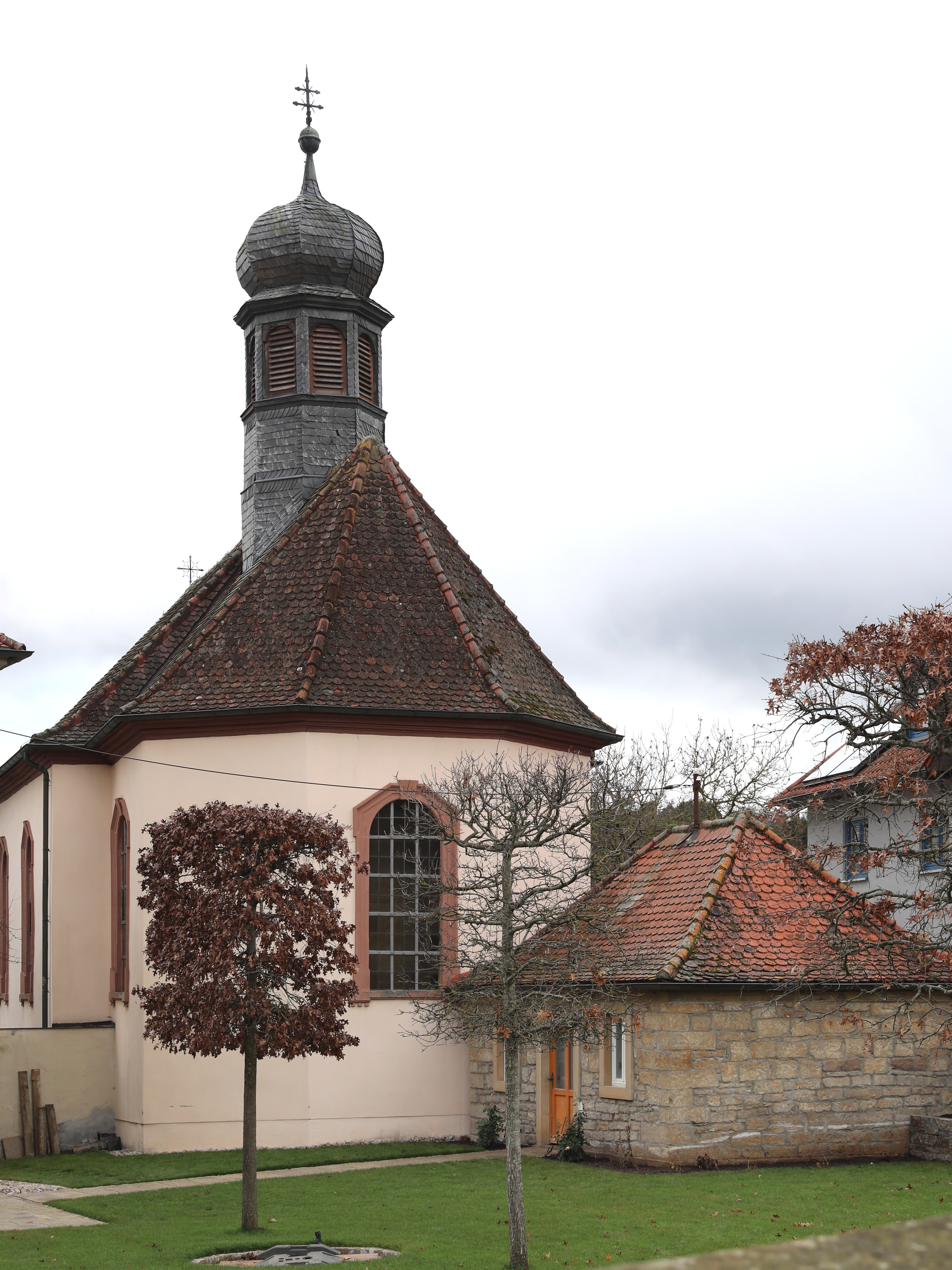
Katholische Filialkirche zum Heiligen Kreuz

In der Bayerischen Denkmalliste sind insgesamt sieben Baudenkmäler aufgeführt.
Die katholische Filialkirche zum Heiligen Kreuz, eine schlichte Anlage, stammt aus dem 17. Jahrhundert. Es ist ein Saalbau mit einem eingezogenen, polygonalen Chor. Das Kirchenschiff hat profilierte Fensterrahmen und ein Satteldach mit einem verschieferten Dachreiter mit Zwiebelhaube. Die Wallfahrtskirche gehört der Universität Würzburg.